# حفاظت ببر
حفاظت از ببر تلاش می‌کند تا از انقراض ببرها جلوگیری کرده و زیستگاه طبیعی آن‌ها را حفظ کند. این یکی از اهداف اصلی جامعه بین‌المللی حفاظت از حیوانات است. کنوانسیون تجارت بین‌المللی گونه‌های در معرض خطر جانوران و گیاهان وحشی (CITES) نقش مهمی در بهبود تلاش‌های بین‌المللی برای حفاظت از ببر ایفا کرده است.

## CITES
CITES یک شبکهٔ حکمرانی بین‌المللی است که از ابزارها و تدابیری استفاده می‌کند که با گذر زمان سازگار شده و کارآمدتر می‌شوند. یکی از اقدامات مشخص برای حفاظت از ببر در تلاش‌های این شبکه برای ممنوعیت تجارت ببرها یا مشتقات ببر دیده می‌شود. اعضای CITES توافق کرده‌اند که به این ممنوعیت تجارت بین‌المللی پایبند باشند؛ هنگامی که یک کشور عضو CITES را تصویب و اجرا کند، چنین تجارتی را در مرزهای ملی خود ممنوع می‌کند.
دبیرخانهٔ CITES توسط UNEP اداره می‌شود و با سازمان‌های غیردولتی مانند TRAFFIC همکاری نزدیک دارد تا به کشورهای عضو در اجرای این کنوانسیون کمک کند. به کشورها آموزش و اطلاعات لازم دربارهٔ الزامات ارائه می‌شود و پیشرفت و پایبندی آن‌ها نظارت و ارزیابی می‌شود.
برای اینکه CITES به‌طور مؤثر عمل کند، نیاز به مشارکت نهادها، سازمان‌های غیردولتی، جامعهٔ مدنی و کشورهای عضو دارد، به‌ویژه کشورهای محدودهٔ زیست ببر در آسیا. کشورهای محدودهٔ زیست ببر (TRC) – کشورهایی که هنوز ببرها در آن‌ها آزادانه زندگی می‌کنند – عبارتند از:
- اندونزی
- لائوس
- مالزی
- میانمار
- نپال
- روسیه
- تایلند
- ویتنام
- کرهٔ شمالی
- بوتان
- بنگلادش
- کامبوج
- چین
- هند
با اینکه در سال‌های اخیر مشاهده‌ای از ببرها در کرهٔ شمالی گزارش نشده است، این کشور تنها کشوری در این فهرست است که هنوز CITES را تصویب نکرده است.
۱۳ کشور محدودهٔ زیست ببر که عضو CITES هستند اخیراً کنفرانسی در روسیه برگزار کردند و به‌طور مشترک متعهد شدند که تعداد تخمینی ببرهای باقی‌مانده در طبیعت (۳۲۰۰) را دو برابر کنند. با این حال، شکار غیرقانونی همچنان یک مشکل بسیار مهم در تمامی این ۱۳ کشور است، علیرغم اجرای مقررات CITES در مرزهای آن‌ها.
در پانزدهمین کنفرانس CITES که در مارس ۲۰۱۰ در دوحه، قطر برگزار شد، همهٔ اعضای کنوانسیون بر سر توافق‌های سخت‌گیرانه‌تر میان کشورهای عضو برای حفاظت از ببر به توافق رسیدند. با این حال، سازمان ملل هشدار داد که ببرها همچنان در معرض خطر انقراض هستند، زیرا کشورهای عضو در سرکوب شدید تجارت غیرقانونی ببرها و مشتقات آن‌ها در مرزهای خود ناکام مانده‌اند.
با وجود موفقیت CITES در محدود کردن این تجارت غیرقانونی، این نهاد بین‌المللی به کشورهای عضو وابسته است تا کنوانسیون‌ها را به‌طور مؤثر در مرزهای ملی خود اجرا کنند. کیفیت اجرای این کنوانسیون‌ها در میان کشورهای عضو به‌طور قابل توجهی متفاوت است.
برای مثال، تایلند سیاست‌های CITES را با استانداردی بسیار بالا اجرا کرده است، اما تجارت غیرقانونی ببرها همچنان در این کشور رایج است. ساختار حکمرانی‌ای مانند CITES در کنترل مسائلی مانند شکار غیرقانونی ناتوان است، مگر اینکه همکاری کامل همهٔ بازیگران، از جمله دولت، را داشته باشد.
یکی دیگر از دلایل شکست CITES را می‌توان به ماهیت سودآور تجارت ببر نسبت داد. بانک جهانی تخمین می‌زند که تجارت غیرقانونی بین‌المللی حیات وحش در بازار سیاه سالانه حدود ۱۰ میلیارد دلار ارزش دارد. با فروش یک اسکلت ببر، یک شکارچی غیرقانونی می‌تواند مبلغی معادل درآمد ۱۰ سال یک کارگر را کسب کند.
یک گزارش منتشرشده توسط اتحادیهٔ بین‌المللی حفاظت از طبیعت نشان داد که جمعیت ببرهای وحشی ۴۰٪ بیشتر از تخمین‌های قبلی است و بین ۳٬۷۲۶ تا ۵٬۵۷۸ ببر در طبیعت وجود دارد.
با وجود این پیشرفت‌ها، جمعیت ببرها در مالزی به‌شدت کاهش یافته و اکنون احتمالاً در کامبوج، لائوس و ویتنام منقرض شده‌اند.

## هند

مقایسه توزیع از نظر تاریخی و ۲۰۰۶

پروژه ببر که در سال ۱۹۷۳ آغاز شد، تلاشی بزرگ برای حفاظت از ببر و زیستگاه‌های آن در هند است. در آغاز قرن بیستم، یک برآورد جمعیت ببرهای هند را ۴۰٬۰۰۰ تخمین زده بود، اما سرشماری ببرهای هند که در سال ۱۹۷۲ انجام شد، وجود تنها ۱٬۸۲۷ ببر را نشان داد. فشارهای مختلف در اواخر قرن بیستم منجر به کاهش تدریجی مناطق بکر شد که در نتیجه زیستگاه‌های مناسب ببرها را مختل کرد. در نشست مجمع عمومی اتحادیهٔ بین‌المللی حفاظت از طبیعت و منابع طبیعی (IUCN) در دهلی در سال ۱۹۶۹، نگرانی جدی دربارهٔ تهدید چندین گونهٔ حیات وحش و کاهش مناطق طبیعی هند به دلیل شکار غیرقانونی مطرح شد. در سال ۱۹۷۰، ممنوعیت ملی شکار ببر اعمال شد و در سال ۱۹۷۲ قانون حفاظت از حیات وحش به اجرا درآمد. سپس چارچوبی برای تدوین یک پروژهٔ حفاظت از ببر با رویکردی اکولوژیکی تعیین شد.
پروژهٔ ببر با هدف حفاظت از ببرها در ذخیره‌گاه‌های ویژه‌ای طراحی شده است که نمایانگر مناطق زیستی-جغرافیایی مختلف در کشور هستند. این پروژه تلاش می‌کند تا جمعیت‌های پایدار ببر را در محیط طبیعی‌شان حفظ کند.
تا سال ۲۰۱۹، ۵۰ ذخیره‌گاه ببر در هند وجود داشته که مساحتی برابر با ۳۷٬۷۶۱ کیلومتر مربع (۱۴٬۵۸۰ مایل مربع) را پوشش می‌دهند.
در جشنوارهٔ بودایی کالاچاکرا در هند در ژانویهٔ ۲۰۰۶، دالایی لاما حکمی علیه استفاده، فروش یا خرید حیوانات وحشی، محصولات آن‌ها یا مشتقاتشان صادر کرد. پس از بازگشت زائران تبتی به تبت، سخنان او منجر به نابودی گستردهٔ پوست‌های حیوانات وحشی توسط تبتی‌ها شد، از جمله پوست‌های ببر و پلنگ که به‌عنوان پوشاک تزئینی استفاده می‌شدند.
در سال ۲۰۱۰، هند به همراه ۱۲ کشور دیگر که جمعیت ببر دارند، توافقی را امضا کرد تا تعداد ببرهای خود را تا سال ۲۰۲۲ دو برابر کند.
سرشماری ببرهای هند در سال ۲۰۱۴ جمعیتی ۲٬۲۲۶ را نشان داد که افزایش چشمگیری نسبت به پایین‌ترین میزان ثبت‌شده ۱٬۴۱۱ در سال ۲۰۰۶ داشت و حدود ۳۰٪ افزایش نسبت به جمعیت ببرها در سال ۲۰۱۱ محسوب می‌شد.
یک بررسی جامع در سال ۲۰۱۸ جمعیت ببرها را ۲٬۹۶۲ اعلام کرد که ۳۳٪ افزایش نسبت به آمار سال ۲۰۱۴ داشت. با این حال، پژوهشگران مستقل و کارشناسان حفاظت از محیط زیست پیشنهاد کرده‌اند که این آمار امیدوارکننده با احتیاط مورد استفاده قرار گیرد.

## چین
در چین، ببرها در دههٔ ۱۹۵۰ هدف کمپین‌های گستردهٔ «ضد آفت» قرار گرفتند، که در پی آن زیستگاه‌های مناسب آن‌ها به‌دلیل جنگل‌زدایی و اسکان مجدد مردم در مناطق روستایی، که به شکار ببرها و گونه‌های شکار آن‌ها پرداختند، تکه‌تکه شد.
با اینکه شکار ببر در سال ۱۹۷۷ ممنوع شد، جمعیت آن‌ها همچنان کاهش یافت و از سال ۲۰۰۱ در جنوب چین منقرض‌شده محسوب می‌شود. در منطقه حفاظت‌شده ملی هانچان در شمال شرقی چین، دوربین‌های تله‌ای برای اولین بار در سال ۲۰۱۲ یک ببر را به همراه چهار توله‌اش ثبت کردند. در طول بررسی‌های بعدی، بین ۲۷ تا ۳۴ ببر در امتداد مرز چین و روسیه ثبت شد.
در اوایل دههٔ ۱۹۷۰، از جمله در کنفرانس سازمان ملل متحد دربارهٔ محیط زیست انسانی، چین جنبش محیط‌زیستی غرب‌محور را به‌عنوان مانعی برای استفادهٔ کامل از منابع خود رد کرد. با این حال، این موضع در دههٔ ۱۹۸۰ نرم‌تر شد، زیرا چین از انزوای دیپلماتیک خارج شد و به روابط تجاری عادی با کشورهای غربی تمایل پیدا کرد.
چین در سال ۱۹۸۱ به پیمان CITES پیوست و تلاش‌های حفاظتی برای ببر را با کمک گروه‌های فراملیتی مانند پروژهٔ ببر، که توسط برنامهٔ توسعهٔ سازمان ملل متحد و بانک جهانی حمایت می‌شدند، تقویت کرد.
در سال ۱۹۸۸، چین قانون حفاظت از حیات وحش را تصویب کرد و ببر را به‌عنوان گونهٔ حفاظت‌شدهٔ ردهٔ I فهرست کرد.
در سال ۱۹۹۳، چین تجارت قطعات بدن ببر را ممنوع کرد که منجر به کاهش تعداد استخوان‌های ببر برداشت‌شده برای استفاده در طب سنتی چین شد.
در سال ۲۰۰۸، روزنامهٔ بریتانیایی Sunday Telegraph گزارشی افشاگرانه دربارهٔ فروش غیرقانونی استخوان ببر از پناهگاه‌های حفاظت‌شده منتشر کرد.
سپس، در سال ۲۰۱۸، شورای دولتی جمهوری خلق چین دستور جدیدی را پیشنهاد کرد که اجازهٔ استفاده از استخوان ببرهای پرورشی در پژوهش‌های پزشکی و درمان را می‌داد—این تصمیم واکنش شدید بین‌المللی را برانگیخت.
با اینکه اجرای این دستور به تعویق افتاد، اما خود دستور لغو نشد. در ۲۵ اکتبر ۲۰۱۸، ممنوعیت ۲۵ سالهٔ استفاده از شاخ کرگدن و اجزای بدن ببر برداشته شد.

## پروژه‌های احیای طبیعت و معرفی مجدد

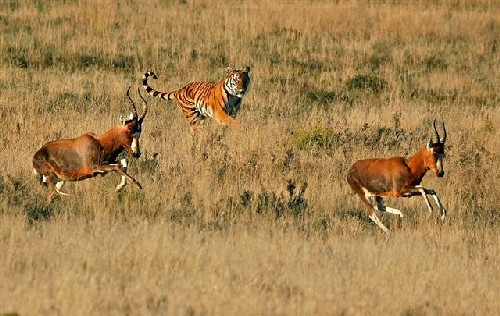
یک ببر جنوب چین که دوباره وحشی شده است در حال شکار بلس‌بوک در آفریقای جنوبی

در سال ۱۹۷۸، بیلی ارجان سینگ، فعال محیط زیست هندی، تلاش کرد تا یک ببر ماده که در اسارت پرورش یافته بود را در پارک ملی دودوا دوباره زنده‌گیری کند. کمی پس از آزادی، تعداد زیادی از مردم توسط یک ببر ماده که متعاقباً به ضرب گلوله کشته شده بود، کشته و خورده شدند. مقامات دولتی ادعا کردند که این تارا بوده است، اگرچه سینگ این موضوع را رد کرد.
بحث‌های بیشتری زمانی شکل گرفت که مشخص شد تارا تا حدی ببر سیبریایی بوده است. ببرها در سال ۲۰۰۸ به ذخیره‌گاه ببر ساریسکا و در سال ۲۰۰۹ به ذخیره‌گاه ببر پانّا بازگردانده شدند.
سازمان Save China's Tigers تلاش کرده است تا ببرهای جنوب چین را به طبیعت بازگرداند. این برنامه شامل پرورش و آموزش ببرها در ذخیره‌گاه Laohu Valley Reserve (LVR) در آفریقای جنوبی است، با هدف نهایی معرفی آن‌ها به طبیعت چین.
یک پروژهٔ آینده برای بازگرداندن ببرهای سیبریایی به طبیعت پیشنهاد شده است که قرار است آن‌ها را در پارک پلیستوسن شمال روسیه معرفی کنند. ببرهای سیبریایی که برای پروژهٔ پرورش در اسارت به تهران فرستاده شده‌اند، قرار است به طبیعت بازگردانده شده و در شبه‌جزیرهٔ میانکاله معرفی شوند تا جایگزین ببرهای خزری، که اکنون منقرض شده‌اند، شوند.